# Heino Hempel
Heino Hempel (* 31. Dezember 1920) ist ein deutscher Lehrer, Fachschuldirektor und Denkmalpfleger.
Heino Hempel war der Sohn eines Lehrers, der nach der Machtergreifung der Nationalsozialisten 1933 aus politischen Gründen sein Lehramt verlor. Nach dem Zweiten Weltkrieg trat er im Februar 1946 der späteren SED bei, wurde in Dresden einer der zahlreichen Neulehrer und gehörte in der SBZ zu den Pionieren des Schulwesens. Relativ schnell widmete er sich auch den Aufgaben der Lehreraus- und -weiterbildung. Ab 1951 war er auch für die sächsische Landesvolkshochschule tätig. Er unterrichtete auf Schloss Siebeneichen bei Meißen, wo er u. a. auch Pläne für die pädagogische Ausbildung in den zahlreichen Volkshochschulen Sachsens und der späteren DDR-Bezirke Dresden, Leipzig und Karl-Marx-Stadt entwickelte. Er spezialisierte sich in Lehre und Forschung auf ausgewählte theoretische und praktische Probleme der Klubarbeit in der DDR, kulturpolitische Leitungsfragen im Sinne der SED-Politik und methodische Fragen der Pädagogik in der Erwachsenenbildung und -weiterbildung.
Nachdem 1953 das Ministerium für Kultur gegründet worden war, wurde er Direktor der Ausbildungsstätte auf Schloss Siebeneichen, auf der nun hauptsächlich Kulturfunktionäre im Sinne des Marxismus-Leninismus aus- und weitergebildet wurden. 1958 erreichte er durch sein Engagement, dass aus einem Lehrgangssystem ein Fachschulstudium für Klubleiter wurde. Fortan wurde eng mit dem Institut für Erwachsenenbildung der Karl-Marx-Universität Leipzig zusammengearbeitet.
Zwischen 1963 und 1965 wurde er vom damaligen Minister für Kultur nach Schwedt abgeordnet. Anschließend ging er wieder in den Schuldienst nach Dresden zurück und übernahm das Amt des stellvertretenden Direktors an der Palucca-Schule, die sich hauptsächlich der Ausbildung des künstlerischen Nachwuchses widmete.
1970 erfolgte seine Ernennung zum 1. Sekretär der Bezirksleitung Dresden des Kulturbundes der DDR. Dieses Amt übte er bis Ende 1977 aus. Danach wurde er ab 1978 stellvertretender Chefkonservator des Instituts für Denkmalpflege, Arbeitsstelle Dresden.

## Ehrungen
- Verdienstmedaille der DDR
- Johannes-R.-Becher-Medaille in Gold
- Pestalozzimedaille in Silber
- Verdienter Aktivist
- Verleihung des Titels Studiendirektor[2]

## Belege
1. ↑  Manfred Bachmann: Denkmalpflege als praktische Kulturpolitik, in: Sächsische Heimatblätter, 27 (1981), S. 1895
2. ↑  Karl Laux: Nachklang. Autobiographie, 1977, S. 443.

| Personendaten    | Personendaten                                          |
| ---------------- | ------------------------------------------------------ |
| NAME             | Hempel, Heino                                          |
| KURZBESCHREIBUNG | deutscher Lehrer, Fachschuldirektor und Denkmalpfleger |
| GEBURTSDATUM     | 31. Dezember 1920                                      |